# Alternanthera crucis
Alternanthera crucis är en amarantväxtart som först beskrevs av Horace Bénédict Alfred Moquin-Tandon, och fick sitt nu gällande namn av Isaäc Boldingh. Alternanthera crucis ingår i släktet alternanter, och familjen amarantväxter. Inga underarter finns listade i Catalogue of Life.